# ファウスティーナ・ボルドーニ

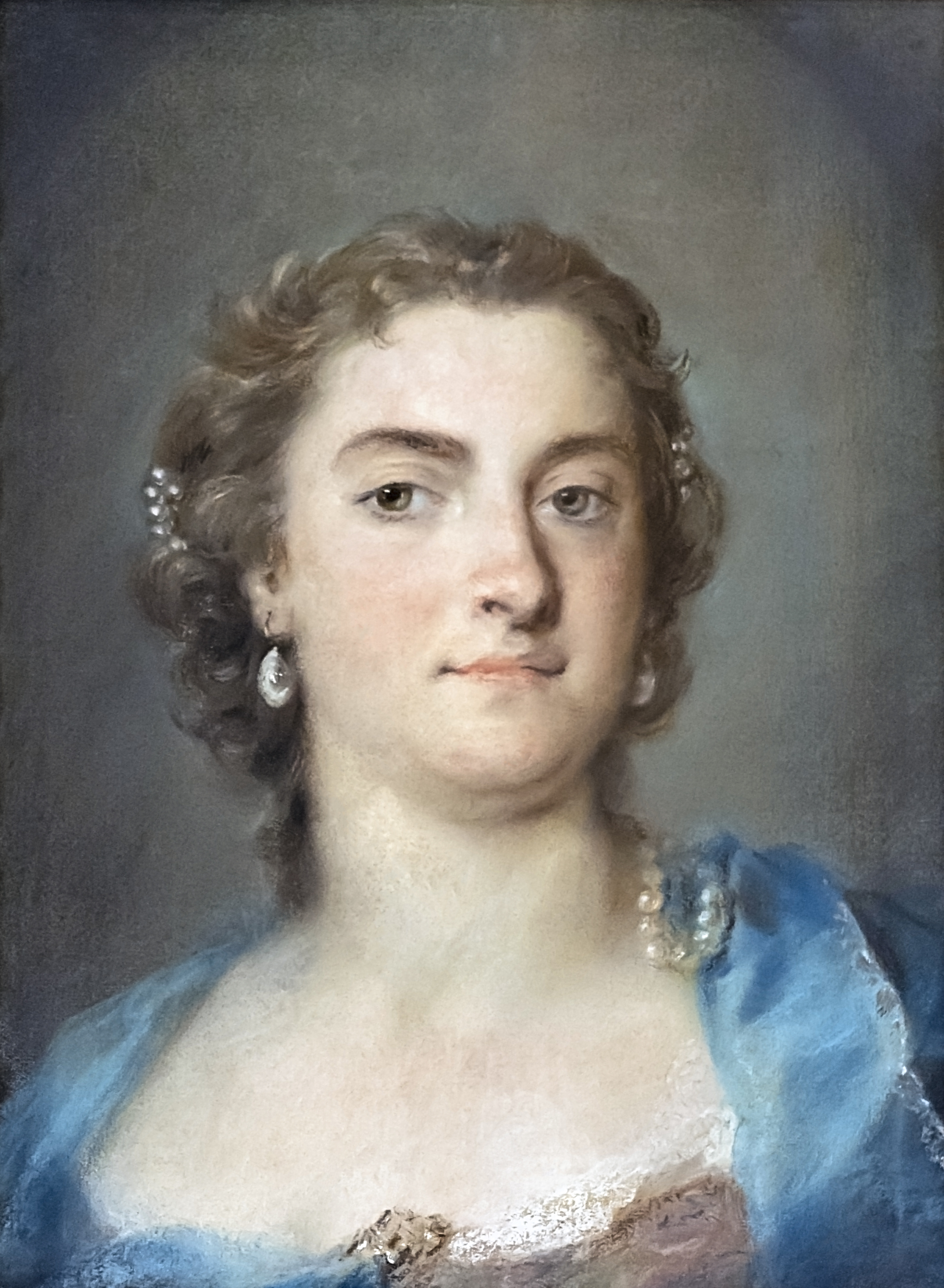
ファウスティーナの肖像（ロザルバ・カッリエーラ画、1730年代）

ファウスティーナ・ボルドーニ（Faustina Bordoni、1697年3月30日 - 1781年11月4日）は、イタリアのメゾソプラノ歌手。
ヴェネツィアを中心に活動していたが、1720年代後半のロンドンでオペラのプリマ・ドンナとして、ライヴァルのフランチェスカ・クッツォーニと争った。その後は作曲家のヨハン・アドルフ・ハッセと結婚し、ハッセ作品の主要な歌手として活躍した。

## 生涯

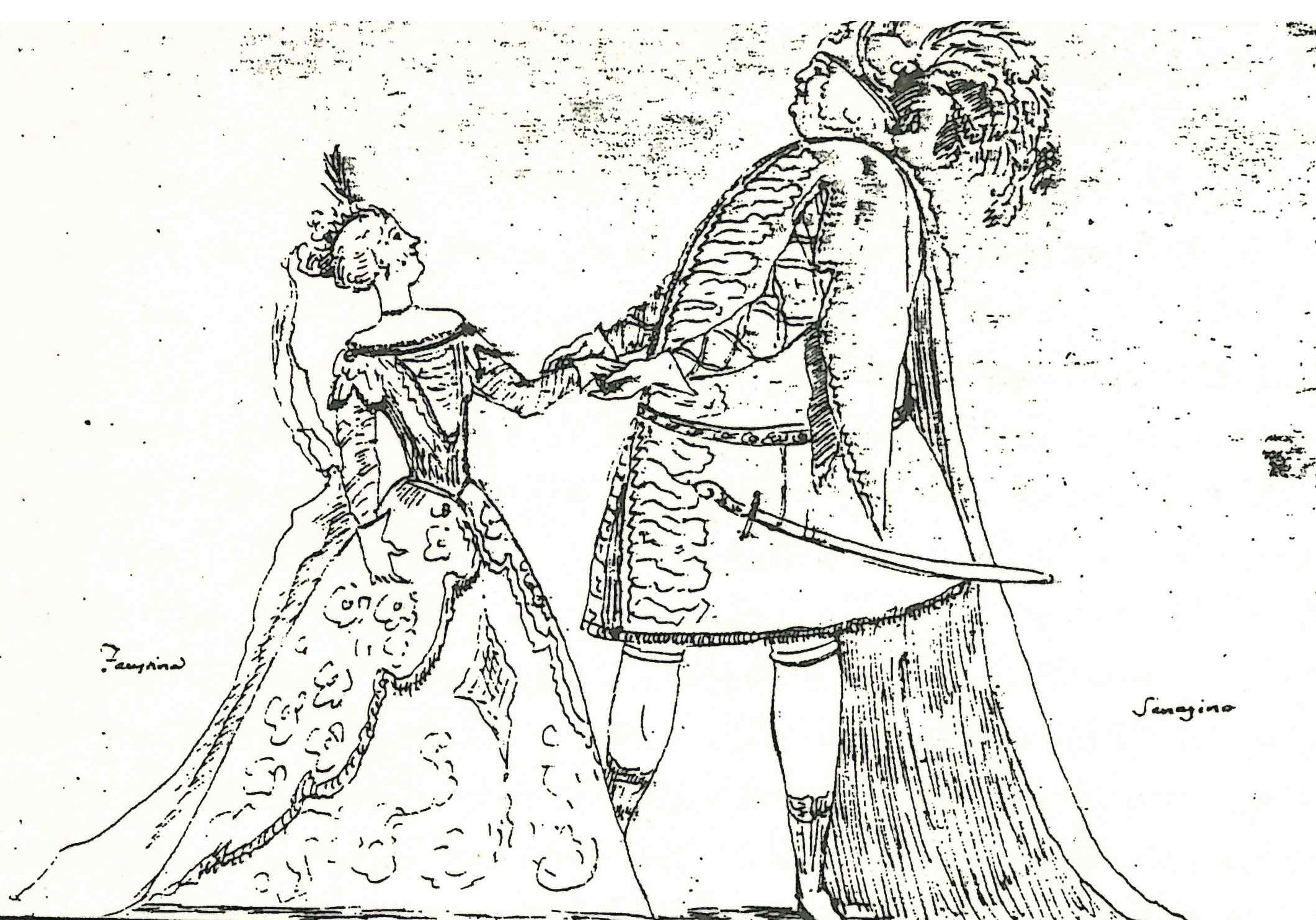
ファウスティーナとセネジーノを描いたカリカチュア。ヴェネツィア、1729年

ファウスティーナはヴェネツィアに生まれ、M.ガスパリーニに学んだ。早くから「プファルツ選帝侯の宮廷ヴィルトゥオーザ」の称号を得ていた。1716年にヴェネツィアのサン・ジョヴァンニ・グリゾストモ劇場においてカルロ・フランチェスコ・ポラローロ (Carlo Francesco Pollarolo) の『アリオダンテ』でデビューした。その後1725年までヴェネツィアを本拠として歌った。ほかにイタリア各地、および1724年以降はミュンヘンとウィーンでも歌って成功した。
ロンドンでオペラの興業を行っていた王立音楽アカデミーではフランチェスカ・クッツォーニがプリマ・ドンナとして歌っていたが、2人めのプリマ・ドンナとしてファウスティーナと契約を結んだ。ファウスティーナは1726年5月にヘンデルの『アレッサンドロ』でデビューした。ファウスティーナはクッツォーニとは対照的だった。風采があがらないが美声に恵まれ、悲劇のヒロイン向きだったクッツォーニに対して、ファウスティーナは容貌が優れ、声はクッツォーニよりも低く、力強い役割を得意とした。この2人はすでに1718年にヴェネツィアで共演しているが、その頃から犬猿の仲で、台本作家や作曲家はこの2人を平等に扱うために苦労を重ねる必要があった。聴衆もクッツォーニ派とファウスティーナ派に分かれて争った。1727年6月のボノンチーニの『アスティアナッテ』の上演中にファン同士が争い、劇場は混乱に陥った。
カストラートのセネジーノ、クッツォーニ、ファウスティーナという3人のスター歌手に対する報酬、およびクッツォーニとファウスティーナの反目はアカデミーが破綻に至る大きな原因であった。アカデミーは1728年6月までで公演の継続を断念し、歌手たちはロンドンを去った。
ヴェネツィアに戻った後、ファウスティーナは1730年にハッセと結婚した。ファウスティーナはハッセのオペラ『ダリーザ』(Dalisa)で歌った。この後、ファウスティーナはしばしば夫の主要な作品で歌うことになった。
翌1731年に夫婦はドレスデンへ行き、夫のハッセはザクセン選帝侯の宮廷楽長に就任した。ファウスティーナもドレスデンの宮廷歌手として仕えた。しかし夫妻はドレスデンに定住していたわけではなく、しばしばイタリア各地を巡ってオペラを公演して名声を得た。1751年に舞台から引退した後も宮廷歌手の称号は維持し、年金を支給された。
1763年にザクセン選帝侯フリードリヒ・アウグスト2世が没すると、夫妻はドレスデンを去ってウィーンに移った。
1775年に生まれ故郷のヴェネツィアに戻り、1781年に没した。